# Nurzaniec błotny
Nurzaniec błotny (Pelodytes punctatus) – gatunek płaza bezogonowego z rodziny nurzańcowatych (Pelodytidae).

## Występowanie
Zachodnia Europa – Hiszpania, Francja i skrajnie północno-zachodnie Włochy. Stwierdzenia z Belgii okazały się błędne. Włączana dawniej do tego gatunku populacja z Portugalii została przypisana do opisanego w 2017 roku odrębnego gatunku – Pelodytes atlanticus.
Żyje na lądzie, na wilgotnych łąkach, wrzosowiskach oraz wśród zarośli w dolinach rzek. Występuje na terenach nizinnych. Nie potrafi zagrzebywać się w ziemi.

## Opis
Osiąga długość około 5 cm. Ciało jest krępe głowa płaska, skóra pokryta brodawkami. Źrenice oczu szparkowate, pionowo ustawione. Rezonatory bardzo słabo rozwinięte, niewidoczne na zewnątrz. Brak modzeli podeszwowych. U samców w okresie godowym występują jedynie niewielkie, ciemno ubarwione, modzele godowe na 2 pierwszych palcach przednich kończyn, na przedramieniu i ramieniu oraz na brzuchu w okolicy mostka. Ubarwienie grzbietu bardzo zmienne, zazwyczaj szare, brązowe lub oliwkowe z zielonkawymi, nieregularnymi plamami. Brzuch biały.

## Odżywianie
Głównie owady i dżdżownice.

## Rozród
Na czas godów wchodzi do wody. Odbywają się one wiosną, w silnie zarośniętych, niewielkich, stojących zbiornikach. Na południowym obszarze występowania ma miejsce druga pora godowa przypadająca jesienią.
Głos samców jest bardzo słaby. Skrzek w ilości od 1000 do 1600 jaj składany jest w postaci krótkiego, grubego, pojedynczego rulonu mocowanego do roślin wodnych. Kijanki osiągają zwykle 3, maksymalnie 6 cm długości.